# 桔香ちゃんは悪役令嬢になりたい!
『桔香ちゃんは悪役令嬢になりたい！』（きっかちゃんはあくやくれいじょうになりたい、英: KIKKA-chan wants to be a Villain Lady. ）は原作：相馬康平、作画：日下氏による日本の4コマ漫画作品。『まんがタイムきららMAX』（芳文社）にて2021年1月号から3月号までゲスト掲載後、同年4月号から2023年3月号まで連載された。

## あらすじ
地味でおとなしい小学生だった主人公・三船桔香はアニメ映画『悪役令嬢マリーの一生』を見たことで悪役令嬢に憧れを持ち、自らも悪役令嬢となることを志す。クラスメイトのイト・繋・アオイをシモベに従えて、桔香は理想の悪役令嬢を目指す日々を送っていく。

## 登場人物

### 主要な登場人物
三船 桔香（みふね きっか）
本作の主人公。5年2組に通う女子小学生。元々はおとなしくクラスでも目立たないタイプだったが、アニメ映画『悪役令嬢マリーの一生』を見たことで悪役令嬢に憧れを抱き、口調や髪型を変え、自らも悪役令嬢となることを志す。困っている人を放っておけない心優しい性格で、担任の辻先生からの信頼も厚い。悪役令嬢活動には強いこだわりを持っており、活動のためならば土下座も辞さない。両手を交差させ、マリーの持つ扇を表現した「悪役令嬢のポーズ」を決めポーズにしている。
イト / 桃虎 絃（ももとら いと）
桔香の1人目のシモベ。5年2組。教室では趣味の読書をしていることが多く、悪役令嬢活動を始めたばかりの桔香から「この子ならひれ伏させられそう」と目をつけられ、土下座を交えた勧誘の末にシモベとなった。性格はクールで感情の起伏に乏しい。桔香との上下関係を逆転させる下剋上を得意とする。
繋 / 布瀬 繋（ふせ つなぎ）
桔香の2人目のシモベ。5年2組。幼稚園の頃から犬になることを夢に持ち、桔香の「私にひれ伏すワンコはいないかしら」の言葉を文字通りに受け取ってシモベとなった。性格は活発かつ桔香に忠実。桔香のことを「主（あるじ）」と呼び、桔香が投げたものを取りにいってしまう、ボールが転がっていると追いかけてしまうなど、犬に近しい性分を持つ。
アオイ / 山形 葵（やまがた あおい）
桔香の3人目のシモベ。5年2組の委員長。悪役令嬢活動の自粛を求められた桔香が活動継続のための署名集めより困っている人のそばにいることを優先する姿に感銘を受け、桔香が活動を続ける後ろ盾となるためにシモベとなった。性格は真面目かつ几帳面でクラス内での人望も厚いが、桔香のシモベとなる際に契約書を作成するなど、時に行き過ぎることもある。

### 5年2組の人物
辻（つじ）先生
5年2組のクラス担任を務める女性教員。プライベートではロリータファッションの趣味を持つ。極度の運動音痴。
葉月（はづき）
5年2組の副委員長。アオイの右腕として働くことに執心し、アオイと親しくなった桔香に敵対心を見せる。
兼見（かねみ）
ギャルグループの1人。ギャル言葉でしゃべり、自身を「カネポン」、イトを「イトピヨ」と呼ぶ。「賢い」「すごい」を表現する際にエジソンを引き合いに出すことが多い。父親が書店「兼見書店」を経営している。
伊藤 桐緒（いとう きりお）
ギャルグループの1人。ニックネームは「キリちゃん」。率直な物言いが多い。
灰原 灘（はいばら なだ）
ギャルグループの1人。ニックネームは「なだっち」。無表情でミステリアスな独特の雰囲気を持つ。
吉田 美咲（よしだ みさき）
手芸クラブのリーダー。関西弁を使う。セタちゃんと冬子のことを大切に思っており、3人でずっと一緒にいたいと考えている。
セタちゃん
手芸クラブの副リーダー。冬子のあやとりによる意思表示を仔細に読み解くことができる。
鮫島 冬子（さめじま とうこ）
手芸クラブのメンバー。極端に口数が少なく、普段は手に持ったあやとりで意思の疎通を図っているが、セタちゃん以外には伝わらないことも多い。廊下で倒れそうになったところを助けられたことをきっかけに桔香と仲良くなりたいと思っている。
足立 希（あだち のぞみ）

### その他の人物
三船 皇香（みふね おうか）
桔香の姉。桔香に対しては「悪い事しなければなにやってもいい」というスタンスで、悪役令嬢活動についても見守る姿勢をとっているが、生活態度の乱れやピアノ教室のズル休みには非常に厳しい。
桃虎 ユキ/モエ（ももとら ユキ/モエ）
イトの妹たち。
ヤエ
桔香の幼馴染。引っ越しにより現在は離れた場所で暮らし、桔香とは文通をしている。
粟野 ミユ（あわの ミユ）
マリーの声を担当した女性声優。本人はマリーとは全く異なるゆるふわ系の人物。
笹屋 藤四郎（ささや とうしろう）
イトがファンである人気小説家。セリフ回しの評価が高く、著作に『未明の壁』『睥睨』がある。

## 用語
『悪役令嬢マリーの一生』（あくやくれいじょうマリーのいっしょう）
桔香が悪役令嬢に憧れるきっかけとなったアニメ映画。アニメ映画版の他に原作とTVアニメ版が存在する。

## 書誌情報
- 相馬康平（原作）/日下氏（作画）『桔香ちゃんは悪役令嬢になりたい！』芳文社〈まんがタイムKRコミックス〉、全2巻[1]
  1. 2022年1月26日発売[2]、ISBN 978-4-8322-7345-0
  2. 2023年2月27日発売、ISBN 978-4-8322-7440-2